# Cloud Application Management for Platforms
Cloud Application Management for Platforms (CAMP) - специфікація для управління додатками в контексті Платформа як послуга (PaaS) система. CAMP призначена для вирішення потреб високого рівня системи Paas; одна з яких полягає в тому, що споживач (загалом розробник або адміністратор додатку) забезпечує прикладну інформацію (код, дані, графіки, і т.п.) і визначає, які послуги постачальника потрібні для реалізації цієї інформації як додаток. Деталі інфраструктури (Обчислення, зберігання, та мережевої роботи) використовували, для підтримки цих послуг, прихованих від споживача постачальником системи Paas.
CAMP визначає наступне:
- Предметно-орієнтована мова програмування мова програмування, призначена для вирішення задач конкретної предметної галузі, яка дає особливе уявлення про проблему або специфічні методи її вирішення. Застосовуючи цю мову проводиться опис даних, які складають додаток, послуг, необхідних для виконання, а також - використовуються ці дані, і їхні взаємозв'язки в цих послугах.
- Модель для представлення додатків і їх складових компонентів, а також послуг, що використовуються цими компонентами разом з інформацією про стан виконання, відомості про конфігурації, і структуровані дані, які описують систему Paas.
- RESTful - представницький стан передачі, протокол, який керує цими ресурсами, і тим самим змінює стан основного додатку.

## Мотивація
Більшість систем PaaS забезпечити таку форму управління додатками, як  API(англ. Application Programming Interface, API). Такі інтерфейси застосовують для завантаження програм в хмарі, для налаштування, для вибору які послуги будуть використовуватися для запуску програми, в них можна запустити додаток, контролювати стани і продуктивність програми, закрити додаток і т.д. Ці API, як правило, представлені як вебдодатки, та / або  інструмент командного рядка. Цей вид API є технологією "мені теж"; його існування є необхідною умовою для забезпечення дієвої системи PaaS, але існує невелика перевага в наданні кращого API управління, ніж те, яке пропонують ваші конкуренти. Кожна система PaaS, яка надає API управління користувацьких додатків створює ряд проблем:
- Системи моніторингу або управління, безперервні системи інтеграції, тощо, які застосовують такі інтерфейси, повинні бути переписані, якщо клієнт бажає змінити або додати додаткові системи PaaS. Це збільшує вартість перемикання між PaaS провайдерів, які, у свою чергу, зменшує значення за допомогою PaaS.
- інтегровані середовища розробки, які хочуть, щоб цілі PaaS середовища повинні виконуватися особисто, на індивідуальній основі (наприклад, шляхом надання користувацьких підключень для кожної системи PaaS). Це і збільшує початкове навантаження в області розвитку, а також накопичений "борг" технічної підтримки кожного з цих підключень.
- Тому що якість API управління додатками не є змінною, а час, потрачений на проектування / настройки по API управління не є гарною інвестицією. Провайдери, які надають платформа можуть заощадити час і ресурси шляхом впровадження базового консенсусу, API. Додана вартість функції може бути реалізована у вигляді розширень до цієї основної API.

## Історія

### CAMP 1.0
CAMP 1.0  було створено в співпраці між CloudBees, Cloudsoft корпораціями, Huawei, Oracle, Rackspace, Red Hat, і Software AG  Він був опублікований в серпні 2012 року.

### CAMP 1.1
У серпні 2012 року CAMP 1.0 був представлений Технічним комітетом OASIS з метою отримання OASIS Standard. Це технічний комітет випустила Специфікація комітету організації OASIS. За його статутом, CAMP TS чекає доказів двох сумісних реалізацій CAMP v1.1, перш ніж просити OASIS затвердити специфікацію як OASIS Stndart.

## Реалізація CAMP

### nCAMP
Розробка в тандемі з роботою Технічного комітету OASIS CAMP nCAMP є доказом правильності концепції реалізації з CAMP v1.1 специфікації. nCAMP був призначений для того, щоб  виступати в ролі засобу для перевірки концепції та конструкції по специфікації CAMP. nCAMP представляє просту систему, яка використовує Tomcat і MySQL, Java Servlet для підтримки основних вебдодатків, які можуть використовувати MySQL як базу даних. Посилання на відео демонстрації nCAMP можна знайти в  Зовнішні посилання розділі.

### Проект Solum
Solum [Архівовано 8 грудня 2015 у Wayback Machine.] є проектом OpenStack, що відносяться до Stackforge, які розроблені, щоб зробити хмарні сервіси простішими в споживанні і інтегрувати в процес розробки додатків. Модель ресурсів та план-схема SOLUM засновані на CAMP, але не в повній мірі відповідає CAMP-у. В даний час триває робота яка спрямована на забезпечення додаткової CAMP-сумісності API на додаток до рідної SOLUM API. Посилання на відео демонстрації SOLUM можна знайти в  External Links розділі.

### Brooklyn
Brooklynє основою для моделювання, моніторингу та управління додатками за допомогою креслень, діаграм росту та активності. Brooklyn креслення узгоджені в CAMP v1.1 Публічним Переглядом Проекту 01.